# Etroplus maculatus
El Orange chromide (Etroplus maculatus) es una especie de  pez endémica del sur de la India y Sri Lanka. Es una especie bastante popular en la acuariofilia y es tenida frecuentemente en acuarios.
Pertenece a la  subfamilia Etroplinae, incluida en la familia Cichlidae.